# Bomboro-See
Der Bomboro-See (franz. Lac Bomboro) ist ein kleiner See in der Präfektur Ouham im Nordwesten der Zentralafrikanischen Republik.

## Beschreibung
Er liegt etwa 10 km südlich der Grenze zum Tschad im Wildtierreservat Nana Barya. Der See ist 400 m lang und 200 m breit. Er entwässert über einen Nebenfluss des Ouham in den Schari.